# Carl Alvar Wirtanen
Carl Alvar Wirtanen, född 11 november 1910 i Kenosha, Wisconsin, död 7 mars 1990 Santa Cruz, Kalifornien, var en amerikansk astronom.
Minor Planet Center listar honom som upptäckare av 8 asteroider mellan 1947 och 1950.
Han upptäckte också den periodiska kometen 46P/Wirtanen
Asteroiden 2044 Wirt är uppkallad efter honom.
Hans fru var astronomen Edith Wirtanen.

## Asteroider upptäckta av Carl Alvar Wirtanen
| 1600 Vyssotsky  | 22 oktober 1947  |
| 1685 Toro       | 17 juli 1948     |
| 1747 Wright     | 14 juli 1947     |
| 1863 Antinous   | 7 mars 1948      |
| 1951 Lick       | 26 juli 1949     |
| 2044 Wirt       | 8 november 1950  |
| 6107 Osterbrock | 14 januari 1948  |
| (29075) 1950 DA | 22 februari 1950 |